# Scopula catenularia
Scopula catenularia là một loài bướm đêm trong họ Geometridae.